# Kanton Limours
Der Kanton Limours war bis 2015 ein französischer Wahlkreis im Arrondissement Palaiseau, im Département Essonne und in der Region Île-de-France; sein Hauptort war Limours. Vertreter im Generalrat des Départements war zuletzt von 2009 bis 2015 Nicolas Schoettl (erst DVD, nun NC).
Der zwölf Gemeinden umfassendeKanton Limours war 101,58 km² groß und hatte 22.467 Einwohner (Stand: 1999).

## Gemeinden
| Gemeinde           | Einwohner Jahr | Fläche km² | Bevölkerungsdichte | Code INSEE | Postleitzahl |
| ------------------ | -------------- | ---------- | ------------------ | ---------- | ------------ |
| Boullay-les-Troux  | 626 (2013)     | 4,8        | 130 Einw./km²      | 91093      | 91470        |
| Briis-sous-Forges  | 3.612 (2013)   | 10,86      | 333 Einw./km²      | 91111      | 91640        |
| Courson-Monteloup  | 604 (2013)     | 3,74       | 161 Einw./km²      | 91186      | 91680        |
| Fontenay-lès-Briis | 1.921 (2013)   | 9,72       | 198 Einw./km²      | 91243      | 91640        |
| Forges-les-Bains   | 3.760 (2013)   | 14,58      | 258 Einw./km²      | 91249      | 91470        |
| Gometz-la-Ville    | 1.421 (2013)   | 9,86       | 144 Einw./km²      | 91274      | 91400        |
| Gometz-le-Châtel   | 2.593 (2013)   | 5,05       | 513 Einw./km²      | 91275      | 91940        |
| Janvry             | 620 (2013)     | 8,24       | 75 Einw./km²       | 91319      | 91640        |
| Limours            | 6.622 (2013)   | 14,25      | 465 Einw./km²      | 91338      | 91470        |
| Les Molières       | 2.006 (2013)   | 7,02       | 286 Einw./km²      | 91411      | 91470        |
| Pecqueuse          | 613 (2013)     | 7,4        | 83 Einw./km²       | 91482      | 91470        |
| Vaugrigneuse       | 1.292 (2013)   | 6,06       | 213 Einw./km²      | 91634      | 91640        |